# Jean Reverchon
 (juin 2013).
Si vous disposez d'ouvrages ou d'articles de référence ou si vous connaissez des sites web de qualité traitant du thème abordé ici, merci de compléter l'article en donnant les références utiles à sa vérifiabilité et en les liant à la section « Notes et références ».
Jean Reverchon, né le 3 janvier 1964 à Saint-Maur-des-Fossés, est un joueur professionnel de billard français.

## Biographie
Il suit régulièrement son père qui joue au billard « trois bandes » à l'Académie de billard de Wagram et voit régulièrement évoluer les meilleurs joueurs du moment lors de différents championnats car il est déjà très passionné par ce mode de jeu.
Après trois années de pratique à la « Libre », Jean se dirige naturellement au « trois bandes », ce qui lui permet d'obtenir ses premiers titres de champion de France par équipe.
C'est en 1984 qu'il commence le billard artistique, discipline qui connaît une forte évolution dans ces années-là. Il devient très rapidement le grand spécialiste français de ce mode de jeu, et en devient le joueur français le plus titré.
En 1993, Jean Reverchon choisit de se consacrer complètement à la pratique du billard, dans les disciplines de billard artistique et trois bandes. 
Multiple champion de France individuel et par équipe, il obtient également plusieurs titres européens et mondiaux ainsi que de nombreux records. Il devient alors le joueur le plus médiatisé grâce au Trophée Canal+ et à ses divers passages dans des émissions grand public.

## Palmarès

### Billard artistique

#### Championnats du monde
- 1987 :  vice-champion du monde à Mönchengladbach
- 1990 :  champion du monde à Barcelone
- 1992 :  champion du monde à Épernay
- 1993 :  troisième place à Grubbenvorst
- 1995 :  vice-champion du monde à Saragosse
- 1996 :  champion du monde à Pithiviers

#### Compétitions européennes
Championnats d'Europe
- 1989 :  troisième place à Wilrijk
- 1991 :  champion d'Europe à Barcelone
- 1997 :  vice-champion d'Europe à Izmir
- 2000 :  troisième place à Faches-Thumesnil
- 2013 :       troisieme place à Brandenbourg

Grand Prix CEB
- 7 victoires : 1992 (Hengelo), 1993 (Saint-Maur), 1994 (Arenys de Munt), 1996 (Maastricht et Crevillente), 1998 (Saint-Maur), 1999 (Athènes), 2014 (Marseille)

#### Compétitions nationales
Championnats de France
- 15 titres de champion de France : 1987 (Saint-Maur), 1989 (Rezé), 1991 (Bois-Colombes), 1995 (Lyon), 1998 (Eckbolsheim), 2000 (Carvin), 2001 (Grau-du-Roi), 2003 (Autun), 2004 (Gréoux-les-Bains), 2006 (Troyes), 2007 (Schiltigheim), 2008 (Saint-Dizier), 2010 (Castres), 2011 (Schiltigheim),2014 (Ronchin)
- 7 titres de vice-champion de France : 1986 (Épernay), 1990 (Lyon), 1992 (Rochefort-sur-Mer), 1994 (Saint-Brieuc), 1997 (Troyes), 1999 (Saint-Dizier), 2002 (Saint-Maur)
- 4 troisièmes places en championnats de France : 1993 (Sotteville-lès-Rouen), 1996 (Moulins), 2005 (Rezé), 2009 (Florange)

Grand prix nationaux
- Plus de 40 victoires

#### Records
- Meilleure performance mondiale de tous les temps (sur programme 68 figures) en 1992 à Dammarie-lès-Lys : 422 points
- Meilleure performance en Grand Prix européen sur programme 68 figures : 82,16 % (889 pts / 1082 joués)
- 1 Record du Monde (validé car en Championnat du Monde) en 1992 à Épernay : 374 points
- 2 Records de France (validé car en Championnat de France) en 1991 à Bois-Colombes (404 points) puis en 1992 à Dammarie-lès-Lys (422 points)
- Meilleure performance en Championnat de France par sets en 2007 à Schiltigheim : 78,2 %

### Billard trois bandes
- 1 titre de champion de France 3 Bandes Masters : 1998 (Belfort)
- 3 titres de vice-champion de France 3 Bandes Masters : 2002 (La Rochelle), 2006 (Laxou), 2008 (Courbevoie)
- 1 troisième place en championnat de France 3 Bandes Masters : 1996 (Saint-Quentin)
- 9 titres de champion de France par équipe :
  - 1982, 1993, 1994, 1995, 1996, 2006 pour Saint-Maur
  - 2002 pour Courbevoie
  - 2008, 2010 pour Clichy Montmartre

- 7 victoires en tournois « Grand Prix » nationaux